# Areal Oleshky

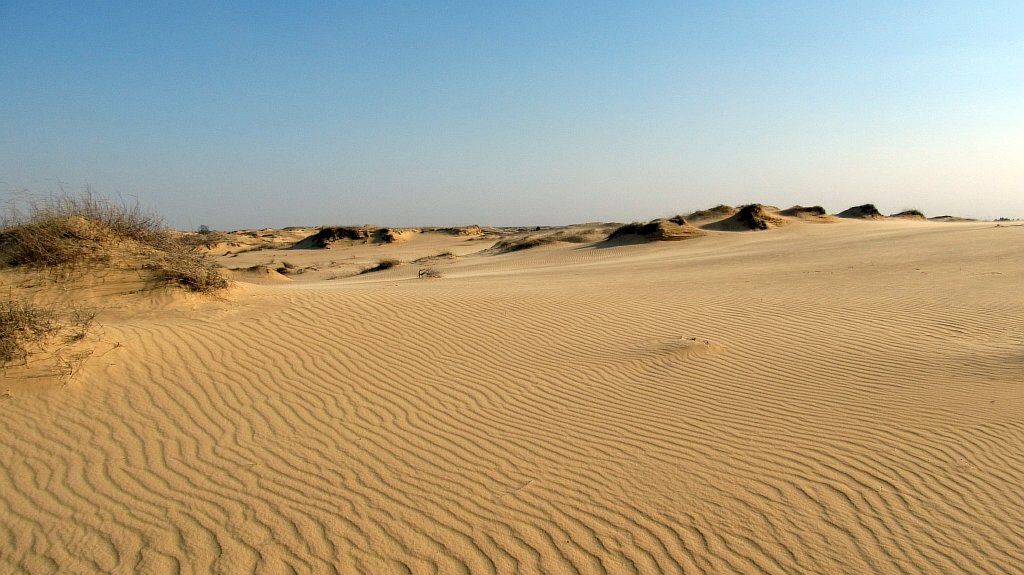
Parte central das Areias Oleshky na primavera

O Areal Oleshky (em ucraniano:  Олешківські піски) é um deserto na Ucrânia. Está situado no interior da costa ucraniana do Mar Negro e consiste em dunas de areia ou kuchuhury (localmente), que atingem uma altura de até cinco metros. Uma vegetação esparsa pode ser localizada através das areias.

## Origem
Pensa-se que as areias sejam formadas durante a era glacial mais recente por Erosão eólica acumulando e formando falésias nas partes mais baixas do rio Dnieper, nas proximidades. Especula-se que o número de vegetação tenha sido reduzido por rebanhos de ovelhas que foram introduzidos lá por Eduard von Falz-Fein, que usava as areias, anteriormente habitadas por ervas daninhas, como pasto.

## Geografia
O Deserto Oleshky está localizado em Oleshky, Oblast de Kherson, 30 km (~ 20 milhas) a leste de Kherson. Antes da anexação russa do canato da Crimeia no final do século XVIII, o território pertencia ao nômade Horda Nogai, particularmente à horda de Djambuilut. Nenhuma informação histórica detalhada sobre a região sobreviveu.
O assentamento povoado mais próximo fica a sete quilômetros de distância (~ 4,5 mi). Nos tempos soviéticos, as areias eram usadas como campo de bombardeio da Força Aérea para os pilotos da aliança do Pacto de Varsóvia. Até hoje, existe a possibilidade de encontrar alguma munição não detonada.

## Meio Ambiente
Devido à sua temperatura e quantidade de precipitação, essas areias às vezes são qualificadas como um semi-deserto. As areias de Oleshky têm 15 km de diâmetro e são cercadas por uma floresta muito densa plantada para impedir o movimento das dunas. Devido à sua densidade, a floresta freqüentemente pega fogo. Embora uma estepe arenosa relativamente pequena, As Areias Oleshky tenha tempestades de areia.